# 世界四方喷泉

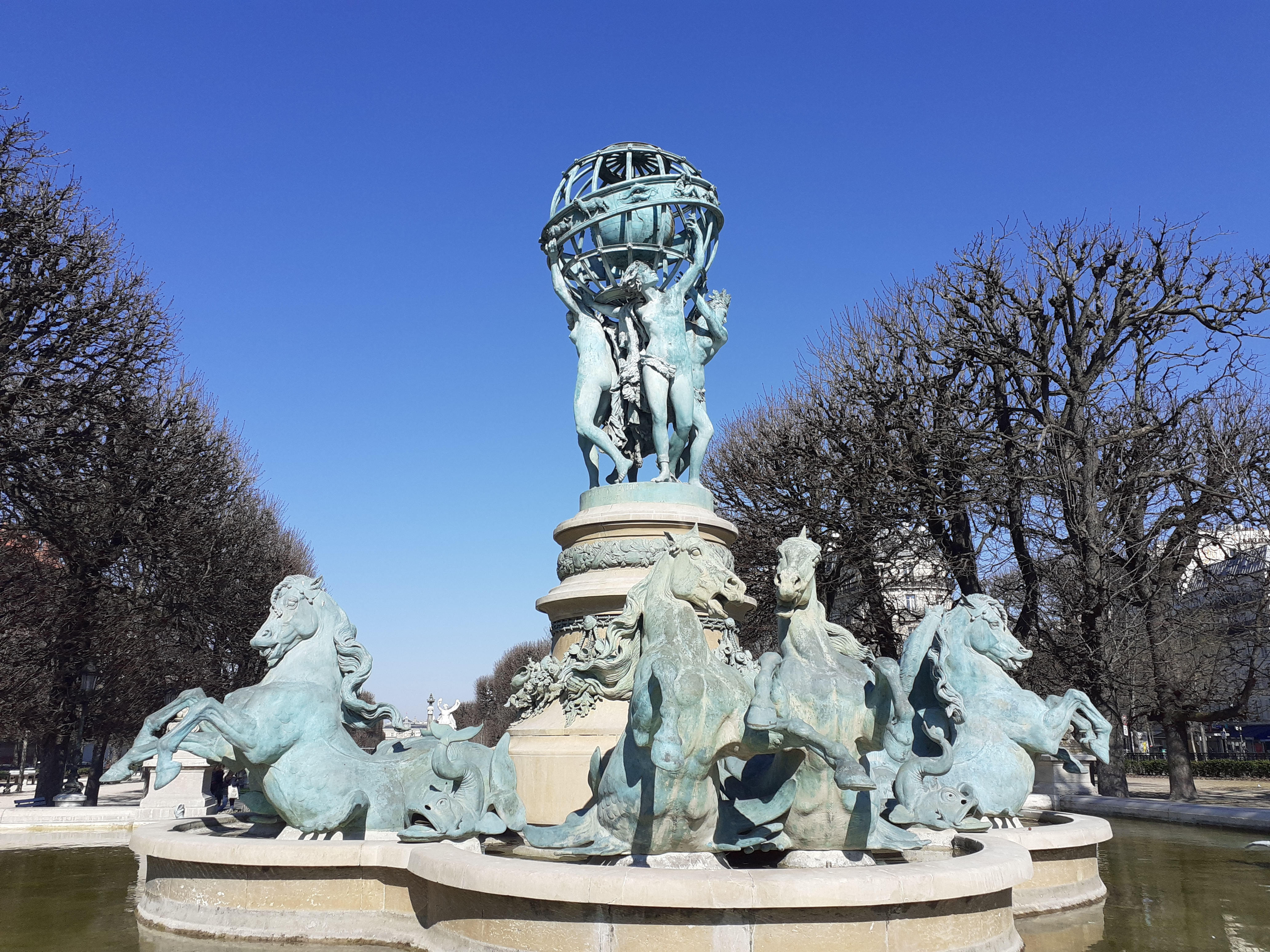

世界四方喷泉（法语：Fontaine des Quatre-Parties-du-Monde）是法国巴黎的一座喷泉，位于巴黎第六区，卢森堡公园以南的大探险家马可波罗和卡弗利耶·德·拉萨勒花园（jardin des Grands-Explorateurs Marco-Polo et Cavelier-de-la-Salle）内的埃内斯·但尼广场（place Ernest-Denis）。1926年4月28日被公布为法国历史遗迹。

## 圖片庫

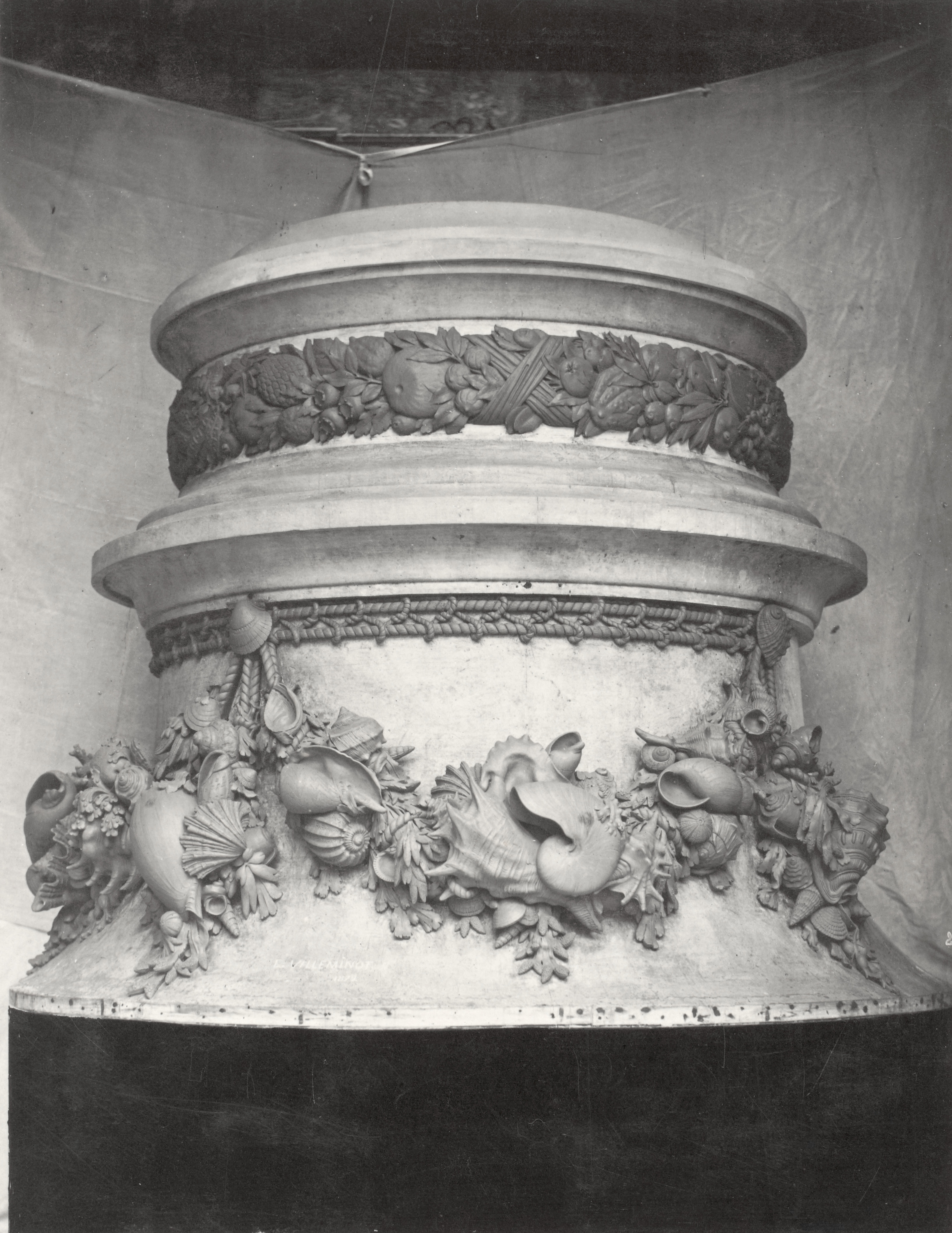
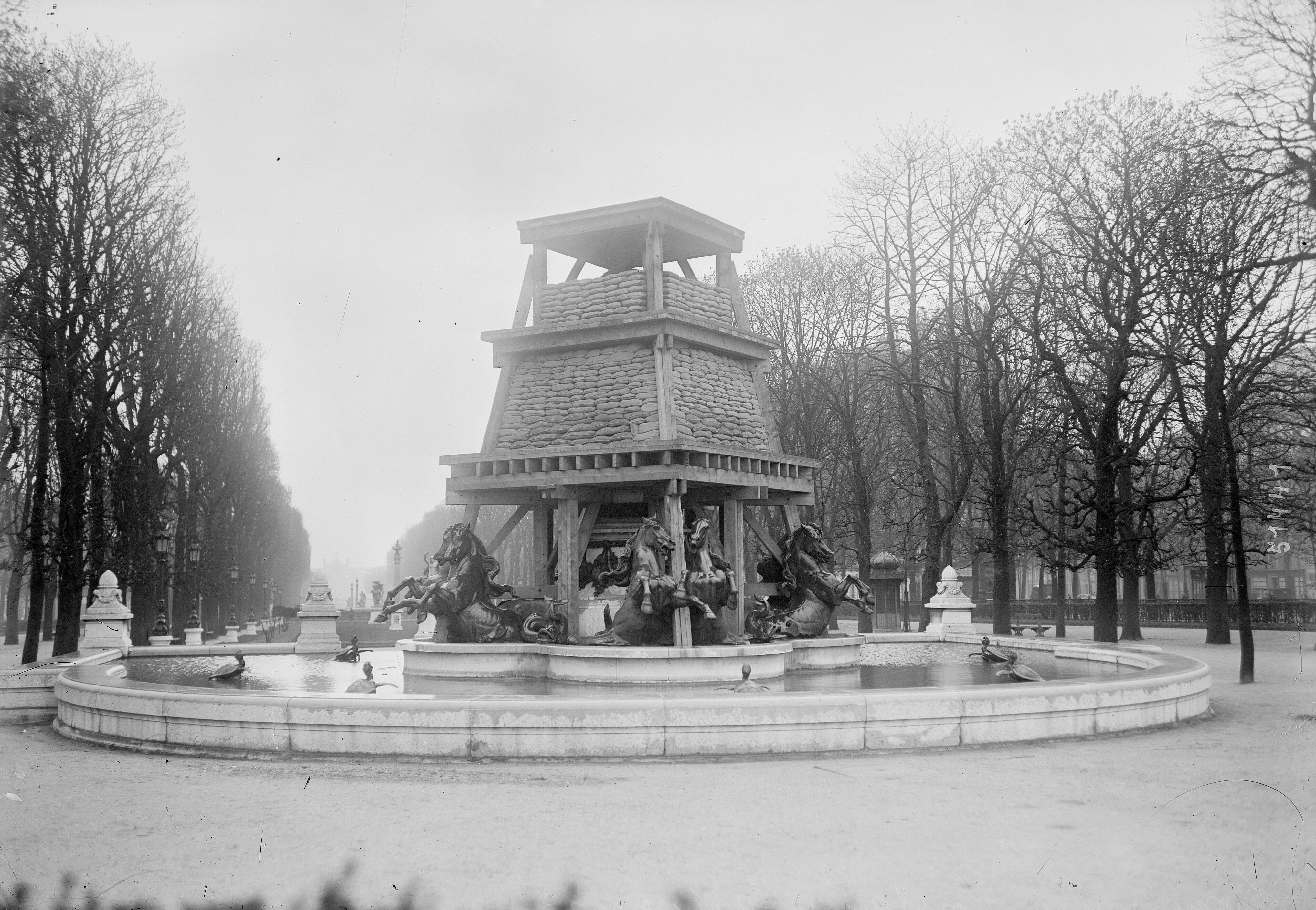
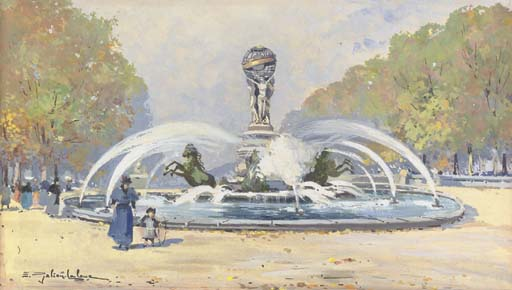